# Zhou Yang
Zhou Yang (cinese: 周洋;; Changchun, 9 giugno 1991) è una pattinatrice di short track cinese, vincitrice di tre medaglie d'oro olimpiche ai Giochi di Vancouver 2010 e di Soči 2014.

## Palmarès

### Olimpiadi
- 3 medaglie:
  - 3 ori (1500 m e staffetta 3000 m a Vancouver 2010; 1500 m a Soči 2014).

### Mondiali
- 11 medaglie:
  - 4 ori (3000 m Gangwon 2008; 3000 m e staffetta a Vienna 2009; staffetta a Debrecen 2013);
  - 4 argenti (staffetta a Milano 2007; generale e 1000 m a Gangwon 2008; 1500 m a Vienna 2009);
  - 5 bronzi (1000 m e 3000 m a Milano 2007; 1500 m e staffetta a Gangwon 2008; generale a Vienna 2009).

### Giochi asiatici
- 2 medaglie:
  - 2 ori (staffetta 3000 m a Changchun 2007; staffetta 3000 m a Astana-Almaty 2011).